# Drensteinfurt
Drensteinfurt (pronunciación en alemán: /dʁɛnˈʃtaɪ̯nˌfʊʁt/ⓘ) es un municipio situado en el distrito de Warendorf, en el estado federado de Renania del Norte-Westfalia (Alemania), con una población a finales de 2016 de unos 15 471 habitantes.
Se encuentra ubicado al norte del estado, en la región de Münster, cerca de la orilla del río Ems y la frontera con el estado de Baja Sajonia.